# فرانسيس بنجامين
فرانسيس بنجامين (بالإنجليزية: Francis Benjamin)‏ (8 مايو 1985 بلاغوس في نيجيريا - ) هو لاعب كرة قدم نيجيري في مركز الدفاع. شارك مع منتخب نيجيريا لكرة القدم. أما مع النوادي، فقد لعب مع نادي هارتلاند ونادي هبوعيل تل أبيب.

## وصلات خارجية
- فرانسيس بنجامين على موقع الاتحاد الدولي (مؤرشف)  (الإنجليزية)
- فرانسيس بنجامين على موقع قاعدة بيانات كرة القدم.إي يو (الإنجليزية)
- فرانسيس بنجامين على موقع ناشيونال فوتبول تيمز (الإنجليزية)
- فرانسيس بنجامين على موقع Soccerway.com (الإنجليزية)
- فرانسيس بنجامين على موقع AS.com (الإسبانية)